# Drac Capallà
En Capallà és un drac vinculat a les zones d'Horta i el Carmel, Barcelona. És una figura foguera d'aspecte feréstec amb una estructura pensada per a dos portadors i amb un seguit de punts de llançament de pirotècnia repartits entre la boca, les ales i la cua.
La iniciativa de construir la bèstia va sorgir el 1988, quan es va creure convenient d'organitzar una colla de drac, perquè al barri del Carmel ja n'hi havia una de diables. A partir d'uns dibuixos de Dolors Castilla, l'imatger cardoní Toni Mujal va donar vida al nou drac, que es va enllestir el 1990.
En Capallà es va estrenar a les festes de tardor d'Horta-Guinardó d'aquell mateix any, però encara no tenia nom. De fet, el nom l'hi van posar arran d'una anècdota d'aquesta primera sortida: els portadors el guiaven dient «cap aquí» i «cap allà», i arran d'això decidiren de batejar-lo amb el nom de Capallà. Més endavant, Mujal mateix va fer-ne una còpia més lleugera perquè fos de més bon portar. Va escollir una combinació singular de fibra de vidre i kevlar, un material molt resistent que suporta perfectament el foc i els cops.
Amb els anys, el drac Capallà ha esdevingut un dels protagonistes principals dels correfocs i espectacles pirotècnics del districte. Juntament amb les colles de diables i tabalers, sovint es deixa veure en trobades i celebracions de la ciutat, sempre portat per la colla Drac d'Horta – el Carmel.